# Cadarena pudoraria
Cadarena pudoraria is een vlinder uit de familie van de grasmotten (Crambidae). De wetenschappelijke naam van deze soort is voor het eerst voorgesteld door Jacob Hübner in een publicatie uit 1825.
De spanwijdte bedraagt ongeveer 32 millimeter.

## Verspreiding
De soort komt voor in
- het Afrotropisch gebied (Gambia, Mali, Sierra Leone, Liberia, Ghana, nigeria, Kameroen, Equatoriaal Guinea, Sao Tome en Principe,  Gabon, Congo-Kinshasa, Ethiopië, Oeganda, Kenia, Rwanda, Tanzania, Angola, Zambia, Malawi, Zimbabwe, Zuid-Afrika, de Comoren, de Seychellen, Madagaskar, Réunion),
- het Oriëntaals gebied (India, Sri Lanka, Maleisië).

## Waardplanten
- Malvaceae
  - Gossypium sp.
  - Sida rhombifolia
- Passifloraceae
  - Adenia sp.